# Нојбург ам Ин
Нојбург ам Ин (њем. Neuburg am Inn) општина је у њемачкој савезној држави Баварска. Једно је од 38 општинских средишта округа Пасау. Према процјени из 2010. у општини је живјело 4.177 становника. Посједује регионалну шифру (AGS) 9275133.

## Географски и демографски подаци
Нојбург ам Ин се налази у савезној држави Баварска у округу Пасау. Општина се налази на надморској висини од 452 метра. Површина општине износи 41,8 km². У самом мјесту је, према процјени из 2010. године, живјело 4.177 становника. Просјечна густина становништва износи 100 становника/km².